# Padus laxiflora
Padus laxiflora là loài thực vật có hoa trong họ Hoa hồng. Loài này được (Koehne) T.C. Ku mô tả khoa học đầu tiên năm 2003.